# Peter Allen (compositeur canadien)
Pour les articles homonymes, voir Peter Allen et Allen.
Peter Allen est un compositeur canadien de musiques de films, né le 18 février 1952 à Ottawa, en Ontario (Canada).

## Filmographie
- 1988 : Canada: Another Government Movie
- 1993 : Glass Shadow (Cyborg 2)
- 1994 : Crackerjack
- 1994 : Heaven's Tears
- 1994 : Metro Cafe (série télévisée)
- 1995 : Une proie dangereuse (Dangerous Prey) de Lloyd A. Simandl
- 1996 : For a Few Lousy Dollars
- 1996 : Otages en péril (Crackerjack 2)
- 1996 : Unité spéciale - Alerte nucléaire (Downdraft) (TV)
- 1997 : Kleo the Misfit Unicorn (série télévisée)
- 1997 : Le Vaisseau de l'enfer (Dead Fire) (TV)
- 1998 : The Other Side of the Picture
- 1998 : Confessions interdites (Dark Confessions)
- 1998 : Escape Velocity
- 1998 : Act of War
- 1998 : Hell Mountain
- 1998 : Déviants (Sleeping Dogs)
- 1998 : Sparky Versus Rocco
- 1999 : Tueur pour cible (The Silencer)
- 1999 : Escape from Mars (TV)
- 1999 : Confiance trahie (A Twist of Faith)
- 1999 : Sasquatch Odyssey: The Hunt for Bigfoot (TV)
- 1999 : Slightly Bent TV (série télévisée)
- 1999 : Lethal Target
- 2000 : Last Stand
- 2000 : Mon amie Masha (Bear with Me)
- 2000 : Fatal Conflict
- 2000 : Crackerjack 3
- 2000 : The Operative
- 2001 : The Barber
- 2001 : Ripper
- 2002 : Flower & Garnet
- 2002 : Starfire Mutiny (vidéo)
- 2002 : atHome (série télévisée)
- 2003 : Casanova at Fifty
- 2004 : Ripper 2: Letter from Within
- 2004 : Les Esclaves d'un vampire (Thralls)
- 2004 : On Course (série télévisée)
- 2004 : 11:11
- 2004 : Deep Evil (TV)
- 2004 : Happyland (TV)
- 2004 : L'Étoile de Noël (Eve's Christmas) (TV)
- 2004 : Too Cool for Christmas (TV)
- 2005 : Steklo (feuilleton TV)
- 2005 : Menace sur la terre (Deadly Skies) (TV)
- 2005 : The Score
- 2005 : Home for the Holidays (TV)
- 2005 : His and Her Christmas (TV)
- 2006 : Lesser Evil (TV)
- 2006 : Shock to the System
- 2006 : Au rythme de mon cœur (The Obsession) (TV)
- 2006 : Family in Hiding (TV)
- 2006 : Breaking Ranks
- 2006 : Four Extraordinary Women (TV)
- 2006 : Les Vœux de Noël (All She Wants for Christmas) (TV)
- 2007 : La Voix du cœur (A Valentine Carol) (TV)
- 2007 : Tit for Tat
- 2007 : Tell Me No Lies (TV)
- 2007 : Destination: Infestation (TV)
- 2008 : L'Art de la guerre 2
- 2013 : Profil criminel